# Libnotes tongana
Libnotes tongana är en tvåvingeart som först beskrevs av Alexander 1978.  Libnotes tongana ingår i släktet Libnotes och familjen småharkrankar.
Artens utbredningsområde är Tonga. Inga underarter finns listade i Catalogue of Life.